# Од, Дэниел
Дэниел Джеймс Од (англ. Daniel James Awde; род. 22 июня 1988, Хаммерсмит, Большой Лондон) — британский легкоатлет, специалист по многоборьям и бегу на короткие дистанции. Выступал за сборные Великобритании и Англии по лёгкой атлетике в 2006—2014 годах, чемпион Игр Содружества в Глазго в эстафете 4 × 400 метров, участник двух летних Олимпийских игр.

## Биография
Дэниел Од родился 22 июня 1988 года в Хаммерсмите, Лондон.
Первых успехов как многоборец добился в 2002 году, выступая на юниорских соревнованиях в Лондоне. Проходил подготовку в столичном легкоатлетическом клубе Woodford Green with Essex Ladies.
Дебютировал в лёгкой атлетике на международном уровне в сезоне 2006 года, когда вошёл в состав британской национальной сборной и выступил в десятиборье на юниорском мировом первенстве в Пекине. Тем не менее, провалил здесь все попытки в метании диска и досрочно завершил выступление.
Благодаря череде удачных выступлений удостоился права защищать честь страны на летних Олимпийских играх 2008 года в Пекине — набрал в сумме всех дисциплин десятиборья 7516 очков, расположившись в итоговом протоколе на 21-й строке (впоследствии в связи с дисквалификацией россиянина Александра Погорелова поднялся до 20-й позиции).
В 2012 году на соревнованиях в Испании установил свой личный рекорд в десятиборье — 8102 очка. Благополучно прошёл отбор на домашние Олимпийские игры в Лондоне — на сей раз выступил только в беге на 100 метров и прыжках в длину, после чего снялся с соревнований.
В 2014 году решил попробовать себя в беге на короткие дистанции. Так, на командном чемпионате Европы в Брауншвейге стал третьим в личном зачёте бега на 400 метров, тогда как на Играх Содружества в Глазго вместе с соотечественниками Конрадом Уильямсом, Майклом Бингемом и Мэттью Хадсоном-Смитом одержал победу в программе эстафеты 4 × 400 метров.